# 오스틴랜드 (영화)
《오스틴랜드》(영어: Austenland)는 영국과 미국에서 제작한 저루샤 헤스 감독의 2013년 로맨틱 코미디 영화이다. 섀넌 헤일이 2007년에 펴낸 동명 소설이 원작이다. 케리 러셀, JJ 필드 등이 주연으로 출연하였다. 제인 오스틴의 소설 오만과 편견 팬인 30대 여성이 제인 오스틴이 살던 시대를 재현해놓은 영국 리조트 오스틴랜드를 찾는다.

## 줄거리
제인 오스틴, 그리고 콜린 퍼스가 연기한 1995년 BBC판 드라마 《오만과 편견》 속 다시의 팬인 미국 여성 제인 헤이스는 영국에 위치한 제인 오스틴 테마 리조트 "오스틴랜드" 방문에 저축금을 모두 쏟아붓는다. 방문객들은 섭정시대 귀부인들처럼 차려입고 가명을 쓰며 고용된 남자 배우들과 연애하는 시늉을 할 수 있다.
리조트 매니저 와틀스브룩 부인은 가장 저렴한 패키지를 구매한 제인을 "플래티넘" 옵션을 구입한 다른 부자 손님들과 차등 대우한다. 와틀스브룩 부인의 조카인 헨리 노블리 씨는 배우들 중 하나다. 
제인은 다른 손님 "엘리자베스 차밍" 부인과 친해지는 한편 운전기사 겸 마부인 마틴과 가까워지는데... 

## 출연
- 케리 러셀 - 제인 헤이스 역
- JJ 필드 - 헨리 노블리 씨 역
- 브렛 매켄지 - 마틴 역
- 제니퍼 쿨리지 - '엘리자베스 차밍' 부인 역
- 제임스 캘리스 - 앤드루스 대령 역
- 제인 시모어 - 와틀스브룩 부인 역